# 新瓦尔沙夫卡
新瓦尔沙夫卡（羅馬化：Novovarshavka）是俄罗斯鄂木斯克州的工人村（市级镇）、新瓦尔沙夫卡区行政中心及规模最大聚居地，地处鄂木斯克州东南部，位于鄂毕河流域额尔齐斯河一支流图戈恰伊卡河（Тугочайка）畔，西侧离额尔齐斯河不远。镇东南方有同属一区的市级镇大格里夫斯科耶，州府鄂木斯克则位于镇西北方。
该地2021年人口有6,046人；2010年人口5,890；2002年人口6,566；1989年人口6,554。